# AutoAlliance Thailand
AutoAlliance Thailand (AAT) is een autoassemblagebedrijf in Thailand. Het is een joint venture tussen de Japanse autobouwer Mazda en het Amerikaanse autoconcern Ford. De fabriek produceert compacte pick-ups en SUV's voor voornamelijk de Zuidoost-Aziatische markt.

## Geschiedenis
In 1913 begon Ford met de Ford Model T auto's te verkopen in Thailand. In 1960 kondigde de distributeur Anglo-Thai Motors Company de bouw van een autofabriek in het land aan. Die fabriek werd de Thai Motor Industry Company. In 1973 kocht Ford de fabriek op om ze drie jaar later al te sluiten. In 1985 werd in Thailand de New Era Company opgericht om voertuigen van Mazda te verkopen.
Eind 1993 komt het tot een akkoord tussen Ford en Mazda om verder te gaan samenwerken in Thailand. AutoAlliance Thailand werd in november 1995 opgericht. Op 28 november dat jaar werd de bouw van de fabriek aangevangen. Die investering was 500 miljoen USD waard. Op 29 mei 1998 begon die te produceren. Op 1 juli van hetzelfde jaar werd de openingsceremonie gehouden in aanwezigheid van de eerste minister van Thailand, Chuan Leekpai.
Midden 2007 rolde bij AutoAlliance Thailand de miljoenste auto van de band.

## Gegevens
Eigenaars
- Ford Motor Company: 50%
- Mazda Motor Corporation: 45%
- Mazda Sales (Thailand): 5%

Oppervlakte terrein
934.824 m² (93 ha)
Oppervlakte fabriek
104.980 m² (10 ha)
Werknemers
- Arbeiders: 2445
- Bedienden: 1173

Capaciteit
175.000 (2007)
Fabrieksonderdelen
- Walserij
- Carrosserie
- Lak
- Aandrijflijn
- Afwerking en assemblage

## Gebouwde modellen
| Model                      | Periode                     |
| -------------------------- | --------------------------- |
| Ford Ranger Mazda B-Series | juli 1998+                  |
| Ford Laser Mazda 323       | januari 2000 - oktober 2001 |
| Ford Everest               | april 2003+                 |